# Elasmus doddi
Elasmus doddi är en stekelart som beskrevs av Girault 1913. Elasmus doddi ingår i släktet Elasmus och familjen finglanssteklar. Inga underarter finns listade i Catalogue of Life.